# Discografia dei Paradise Lost
In questa pagina è presente l'intera discografia dei Paradise Lost suddivisa in: album studio, live, raccolte, demo, singoli/EP, VHS/DVD e videoclip.

## Album in studio
| Anno | Album                              | Etichetta         |
| ---- | ---------------------------------- | ----------------- |
| 1990 | Lost Paradise                      | Peaceville        |
| 1991 | Gothic                             | Peaceville        |
| 1992 | Shades of God                      | Music for Nations |
| 1993 | Icon                               | Music for Nations |
| 1995 | Draconian Times                    | Music for Nations |
| 1997 | One Second                         | Music for Nations |
| 1999 | Host                               | EMI               |
| 2001 | Believe in Nothing                 | EMI               |
| 2002 | Symbol of Life                     | GUN Records       |
| 2005 | Paradise Lost                      | GUN Records       |
| 2007 | In Requiem                         | Century Media     |
| 2009 | Faith Divides Us - Death Unites Us | Century Media     |
| 2012 | Tragic Idol                        | Century Media     |
| 2015 | The Plague Within                  | Century Media     |
| 2017 | Medusa                             | Nuclear Blast     |
| 2020 | Obsidian                           | Nuclear Blast     |

## Album dal vivo
| Anno | Album                                    | Etichetta     |
| ---- | ---------------------------------------- | ------------- |
| 2003 | At the BBC                               | Strange Fruit |
| 2008 | The Anatomy of Melancholy                | Century Media |
| 2011 | Draconian Times MMXI                     | Century Media |
| 2013 | Tragic Illusion – Live at the Roundhouse | Abbey Road    |
| 2015 | Symphony for the Lost                    | Century Media |
| 2019 | Live at Rockpalast 1995                  | MIG           |
| 2021 | Gothic Live at Roadburn 2016             | Nuclear Blast |
| 2021 | At The Mill                              | Nuclear Blast |

## Reissue
| Anno | Album                                     | Etichetta         |
| ---- | ----------------------------------------- | ----------------- |
| 2011 | Draconian Times (Legacy Edition)          | Music for Nations |
| 2017 | One Second (Remastered)                   | Music for Nations |
| 2018 | Host (Remastered)                         | Nuclear Blast     |
| 2018 | Believe in Nothing (Remixed & Remastered) | Nuclear Blast     |
| 2020 | Draconian Times (Remastered)              | Nuclear Blast     |

## Raccolte
| Anno | Album                               | Etichetta         |
| ---- | ----------------------------------- | ----------------- |
| 1997 | The Singles Collection              | Music for Nations |
| 1998 | Reflection                          | Music for Nations |
| 2009 | Drown in Darkness - The Early Demos | Century Media     |
| 2012 | Lost in Time                        | Century Media     |
| 2013 | Tragic Illusion 25 - The Rarities   | Century Media     |

## Singoli/EP/Promo
| Anno | Singolo                             | Album                                     |
| ---- | ----------------------------------- | ----------------------------------------- |
| 1990 | In Dub                              | Lost Paradise                             |
| 1992 | As I Die                            | Shades of God                             |
| 1994 | Gothic EP                           | Gothic                                    |
| 1994 | Seals The Sense                     | Icon                                      |
| 1995 | The Last Time                       | Draconian Times                           |
| 1995 | Forever Failure                     | Draconian Times                           |
| 1995 | Enchantment                         | Draconian Times                           |
| 1997 | True Belief '97                     | Icon                                      |
| 1997 | Say Just Words                      | One Second                                |
| 1997 | Soul Courageous                     | One Second                                |
| 1998 | One Second                          | One Second                                |
| 1999 | So Much Is Lost                     | Host                                      |
| 1999 | Permanent Solution                  | Host                                      |
| 2000 | Sell It To The World                | Believe in Nothing                        |
| 2001 | Mouth                               | Believe in Nothing                        |
| 2001 | Fader                               | Believe in Nothing                        |
| 2002 | Erased                              | Symbol of Life                            |
| 2002 | Isolate                             | Symbol of Life                            |
| 2002 | Small Town Boy                      | Symbol of Life                            |
| 2005 | Forever After                       | Paradise Lost                             |
| 2005 | All You Leave Behind                | Paradise Lost                             |
| 2007 | The Enemy                           | In Requiem                                |
| 2011 | Draconian Times MMXI – Bonus Tracks | Draconian Times MMXI                      |
| 2012 | Crucify                             | Tragic Idol                               |
| 2012 | The Last Fallen Saviour             | Tragic Idol                               |
| 2015 | Maximum Plague                      | The Plague Within                         |
| 2017 | The Longest Winter                  | Medusa                                    |
| 2017 | 3 Tracks For Free                   | Medusa                                    |
| 2017 | Blood and Chaos                     | Medusa                                    |
| 2018 | So Much Is Lost (Remastered)        | Host (Remastered)                         |
| 2018 | Mouth (Remixed & Remastered)        | Believe in Nothing (Remixed & Remastered) |
| 2020 | Fall from Grace / Ghosts            | Obsidian                                  |
| 2021 | Darker Thoughts (Live)              | At The Mill                               |
| 2021 | One Second (Live)                   | At The Mill                               |

## Demo
| Anno | Demo                 |
| ---- | -------------------- |
| 1988 | Morbid Existence     |
| 1988 | Paradise Lost        |
| 1989 | Frozen Illusion      |
| 1990 | Plains of Desolation |

## Videografia

### Album video
| Anno | Titolo                    | Tipo | Etichetta         |
| ---- | ------------------------- | ---- | ----------------- |
| 1990 | Live Death                | VHS  | Peaceville        |
| 1994 | Harmony Breaks            | VHS  | Music for Nations |
| 1999 | One Second Live           | VHS  | Music for Nations |
| 2002 | Evolve                    | DVD  | Music for Nations |
| 2004 | Live Death                | DVD  | Cherry Red        |
| 2007 | Over the Madness          | DVD  | Century Media     |
| 2008 | The Anatomy of Melancholy | DVD  | Century Media     |
| 2011 | Draconian Times MMXI      | DVD  | Century Media     |
| 2015 | Symphony for the Lost     | DVD  | Century Media     |
| 2019 | Live at Rockpalast 1995   | DVD  | MIG               |

### Videoclip
| Video                             | Album                              | Durata | Anno | Etichetta         |
| --------------------------------- | ---------------------------------- | ------ | ---- | ----------------- |
| Pity The Sadness                  | Shades of God                      | 4:05   | 1992 | Music for Nations |
| As I Die                          | Shades of God                      | 3:43   | 1992 | Music for Nations |
| Widow                             | Icon                               | 3:07   | 1993 | Music for Nations |
| True Belief                       | Icon                               | 4:29   | 1993 | Music for Nations |
| Embers Fire                       | Icon                               | 4:45   | 1993 | Music for Nations |
| The Last Time                     | Draconian Times                    | 3:37   | 1995 | Music for Nations |
| Forever Failure                   | Draconian Times                    | 4:45   | 1995 | Music for Nations |
| Say Just Words                    | One Second                         | 4:05   | 1997 | Music for Nations |
| One Second                        | One Second                         | 3:30   | 1998 | Music for Nations |
| So Much is Lost                   | Host                               | 3:39   | 1999 | EMI               |
| Permanent Solution                | Host                               | 3:27   | 1999 | EMI               |
| Mouth                             | Believe in Nothing                 | 3:47   | 2001 | EMI               |
| Fader                             | Believe in Nothing                 | 3:20   | 2001 | EMI               |
| Erased                            | Symbol of Life                     | 3:22   | 2002 | GUN Records       |
| Forever After                     | Paradise Lost                      | 3:30   | 2005 | GUN Records       |
| The Enemy                         | In Requiem                         | 3:43   | 2007 | Century Media     |
| Praise Lamented Shade             | In Requiem                         | 4:02   | 2007 | Century Media     |
| Faith Divides Us, Death Unites Us | Faith Divides Us - Death Unites Us | 4:47   | 2009 | Century Media     |
| The Rise of Denial                | Faith Divides Us - Death Unites Us | 5:03   | 2009 | Century Media     |
| The Last Time (live)              | Draconian Times MMXI               | 3:32   | 2011 | Century Media     |
| Honesty in Death                  | Tragic Idol                        | 3:48   | 2012 | Century Media     |
| Fear of Impending Hell            | Tragic Idol                        | 4:57   | 2012 | Century Media     |
| Beneath Broken Earth              | The Plague Within                  | 6:11   | 2015 | Century Media     |
| Victim of the Past (live)         | Symphony for the Lost              | 5:10   | 2015 | Century Media     |
| Blood and Chaos                   | Medusa                             | 3:52   | 2017 | Nuclear Blast     |
| Fall from Grace                   | Obsidian                           | 5:42   | 2020 | Nuclear Blast     |
| Darker Thoughts                   | Obsidian                           | 5:43   | 2020 | Nuclear Blast     |